# Indigofera chaetodonta
Indigofera chaetodonta är en ärtväxtart som beskrevs av Adrien René Franchet. Indigofera chaetodonta ingår i släktet indigosläktet, och familjen ärtväxter. Inga underarter finns listade i Catalogue of Life.